# Aulo Manlio Capitolino
Aulo Manlio Capitolino (fl. IV secolo a.C.) è stato un politico e militare romano.

## Primo tribunato consolare
Nel 389 a.C. fu eletto tribuno consolare con Lucio Valerio Publicola, Lucio Verginio Tricosto, Publio Cornelio, Lucio Emilio Mamercino e Lucio Postumio Albino Regillense.
Durante il tribunato i romani, condotti da Marco Furio Camillo, nominato dittatore per la terza volta, sconfissero i Volsci, che firmarono la resa dopo 70 anni di combattimenti, gli Equi e gli Etruschi, che avevano assediato la città alleata di Sutri.
Ad Aulo Camillo affidò il comando dei soldati stanziati a difesa di Roma, mentre erano in corso le campagne contro Volsci, Equi ed Etruschi.

## Secondo tribunato consolare
Nel 385 a.C. fu eletto tribuno consolare con Tito Quinzio Cincinnato Capitolino, Lucio Quinzio Cincinnato Capitolino, Publio Cornelio, Lucio Papirio Cursore e Gneo Sergio Fidenate Cosso.
Durante l'anno il Senato nominò Aulo Cornelio Cosso dittatore, per far fronte all'ennesima minaccia portata a Roma dai Volsci e ai possibili disordini interni, dovuti alle richieste della plebe, portate avanti da Marco Manlio Capitolino.

## Terzo tribunato consolare
Nel 383 a.C. fu eletto tribuno consolare con Servio Sulpicio Rufo, Lucio Emilio Mamercino, Lucio Valerio Publicola, Lucio Lucrezio Tricipitino Flavo e Marco Trebonio.
A Roma arrivarono diverse notizie di ribellioni; dai soliti Volsci, dai Prenestini, oltre che dagli abitanti di Lanuvio, cui fu dichiarata guerra, che però non poté essere condotta quell'anno, per la carestia e la peste che avevano colpito Roma.

## Quarto tribunato consolare
Nel 370 a.C. fu eletto tribuno consolare con Servio Sulpicio Pretestato, Gaio Valerio Potito, Lucio Furio Medullino Fuso, Servio Cornelio Maluginense e Publio Valerio Potito Publicola.
L'elezione interruppe un periodo di 5 anni, durante il quale a Roma non si erano eletti tribuni consolari, a causa del veto posto dai tribuni della plebe Gaio Licinio Calvo Stolone e Lucio Sestio Laterano, e fu dovuta all'attacco che Velletri portò a Tuscolo, città alleata dei romani.
I romani respinsero gli attaccanti nella loro città, che fu posta sotto assedio, senza però che i romani riuscissero ad espugnarla.